# Zierkohl
|  | Dieser Artikel wurde aufgrund von formalen oder inhaltlichen Mängeln in der Qualitätssicherung Biologie im Abschnitt „Pflanzen“ zur Verbesserung eingetragen. Dies geschieht, um die Qualität der Biologie-Artikel auf ein akzeptables Niveau zu bringen. Bitte hilf mit, diesen Artikel zu verbessern! Artikel, die nicht signifikant verbessert werden, können gegebenenfalls gelöscht werden. Lies dazu auch die näheren Informationen in den Mindestanforderungen an Biologie-Artikel. |

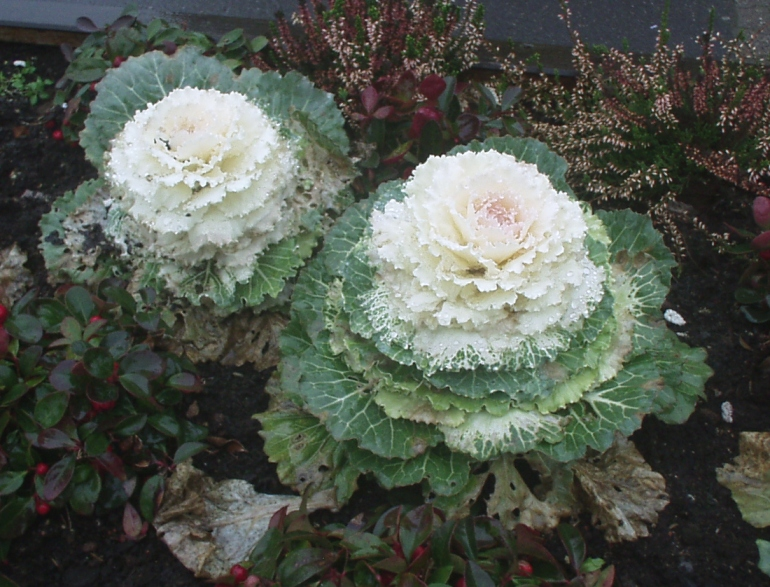
Weißer Zierkohl

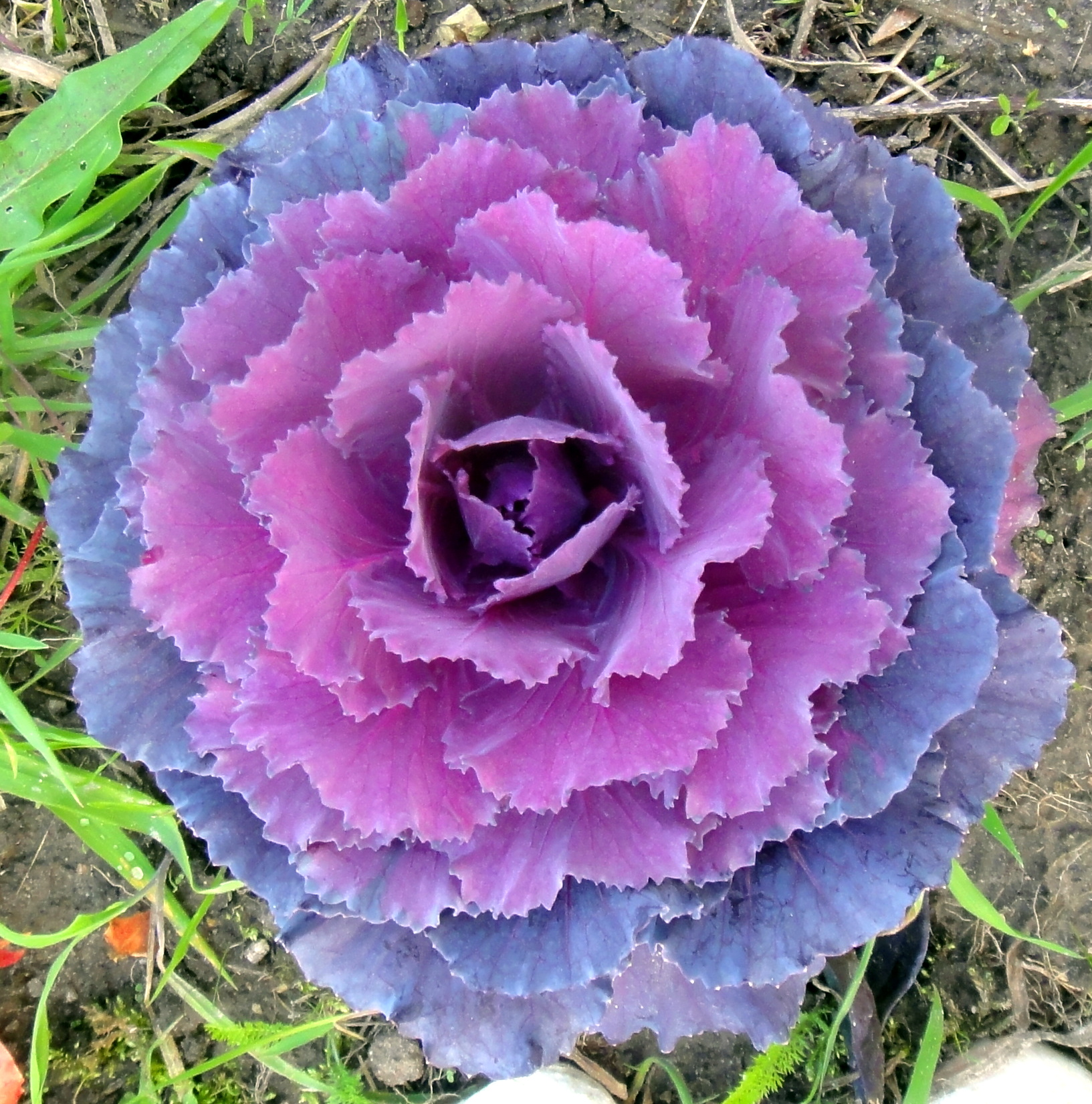
Roter Zierkohl

Zierkohl ist als Zierpflanze gezüchteter  und angebauter Gemüsekohl (Brassica oleracea) und zeichnet sich durch krause vielfarbige Blätter aus. Unterschiede gibt es sowohl in der Größe als auch in Blattfarbe und -form.
Die Blätter wachsen an kurzen Stielen und sind grün bis fast violett, aber auch manchmal fast weiß gefärbt. Er ist eng mit dem Grünkohl, der in der Schweiz auch Federkohl genannt wird, verwandt. Die meisten Sorten wurden in Japan gezüchtet.
Die Pflanze wird vor allem als Winterschmuck von Beeten, Balkonkästen und Gefäßen genutzt. Zierkohl verträgt Temperaturen bis −8 °C.
Neuere Sorten vertragen auch tiefere Temperaturen, z. B. der violettrote ‘Redbor’ F1.
Aufgrund seiner Farbe eignet sich Zierkohl auch besonders gut für das Garnieren von Servierplatten.
Zierkohl hat hohe Gehalte an Vitamin A und C, enthält zudem Kalium, Phosphor, Kalzium und Eisen und ist auch als Gemüse – zubereitet wie Wirsing – verwertbar.